# Isola Blunn
L'isola Blunn (in inglese Blunn Island) è una piccola isola antartica facente parte dell'arcipelago Windmill.
Localizzata ad una latitudine di 66° 18' sud e ad una longitudine di 110°25' est, l'isola è lunga poco più di mezzo chilometro e si trova ad est dell'isola Cronk. La zona è stata mappata per la prima volta mediante ricognizione aerea durante l'operazione Highjump e l'operazione Windmill, negli anni 1947-1948. È stata intitolata dalla US-ACAN a Anthony S Blunn, segretario dell'allora Department of Arts, Sport, Tourism and Territories che sovrintendeva allo stanziamento dei fondi per le spedizioni antartiche.